# Musawah
Musawah (de l'àrab مساواة, musāwā, ‘igualtat’) és un moviment mundial per a la igualtat i la justícia a la família musulmana, encapçalat per feministes «que busquen recuperar l'islam i l'Alcorà per a elles mateixes».

## Història
Dotze dones es van donar a conèixer a Istanbul com el «comitè de planificació» al març de 2007, procedents de diversos països del món: Egipte, Gàmbia, Indonèsia, Iran, Malàisia, Marroc, Nigèria, Pakistan, Qatar, Turquia i el Regne Unit.
Musawah es va presentar oficialment a Kuala Lampur el febrer de 2009, en una reunió de 250 activistes musulmans, acadèmics, professionals legals i responsables polítics de 47 països. Mona Eltahawy (منى الطحاوى), periodista egípcia-estatunidenca i membre de Musawah, va comentar aquest moment fundador: «Els debats del tauler i la xerrada del sopar […] es van escalfar, però no pel que fa als mocadors al cap o l'educació. Teníem molts problemes més greus en la nostra ment, com ara el dret de les dones a iniciar el divorci, la manera de protegir les dones contra els clergues que diuen que l'Islam dona dret al marit a mossegar a la seva esposa, la lluita contra el matrimoni forçós. És a dir, lluitar contra l'Islam dels homes que l'utilitzen contra nosaltres».

## Enfocament
L'enfocament de Musawah es basa en quatre fonts primàries:
- ensenyaments islàmics
- drets humans universals
- garanties constitucionals nacionals d'igualtat
- «les realitats viscudes de dones i homes».

A la pràctica, això s'ha traduït en defensa sobre qüestions com ara la reforma de les lleis de divorci als països musulmans. Les eines utilitzades per Musawah per avançar en aquest objectiu han inclòs investigacions sobre les diferències entre les lleis familiars musulmanes tradicionals i la Convenció sobre l'eliminació de totes les formes de discriminació contra la dona, la publicació de llibres sobre jurisprudència islàmica i eines per als advocats.

## Paper i reptes
Una de les fundadores de Musawah, l'activista malaia Zainah Anwar, va oferir aquesta perspectiva sobre el paper de Musawah en els moviments feministes i drets humans més amplis: «El que Musawah aporta a la taula és una rica i diversa col·lecció d'interpretacions, opinions jurídiques i principis que la fan és possible llegir igualtat i justícia a l'Islam i interpretar aquests valors bessons a nivell nacional i internacional. És una contribució vital en un moment en què la democràcia, els drets humans i els drets de les dones constitueixen el paradigma ètic modern del món actual».
Els reptes en el treball de Musawah inclouen debats en curs sobre les múltiples interpretacions de l'Alcorà i la defensa d'una interpretació dels drets humans des de l'Islam, en lloc d'un marc secular de drets humans.